# Passerano Marmorito
Passerano Marmorito (piemontiul: Passeiran) település Olaszországban, Piemont régióban, Asti megyében. Lakosainak száma 443 fő (2023. január 1.). Passerano Marmorito Albugnano, Capriglio, Cerreto d’Asti, Pino d’Asti, Aramengo, Piovà Massaia, Castelnuovo Don Bosco és Cocconato községekkel határos.

## Népesség
A település lakossága az elmúlt években az alábbi módon változott:
| Lakosok száma | 449  | 442  | 443  |
|               | 2017 | 2018 | 2023 |